# Dominicus Custos
Dominicus Custos (Antuérpia, Bélgica 1560 - Augsburgo, Alemanha 1612) foi um gravador de cobre flamengo nascido na Bélgica que trabalhou a serviço do Imperador Rodolfo II da Germânia em Praga.
Filho de Pieter Balten, Dominicus estabeleceu-se em Augsburgo como o segundo marido da viúva de Bartholomäus Kilian (1548–1588), um ourives da Silésia, pai de Wolgang e Lukas Kilian. Eles foram treinados por Dominicus na arte de gravura depois da morte de seu pai. Dominicus era o pai de David Custodis, também um gravador de Augsburgo.

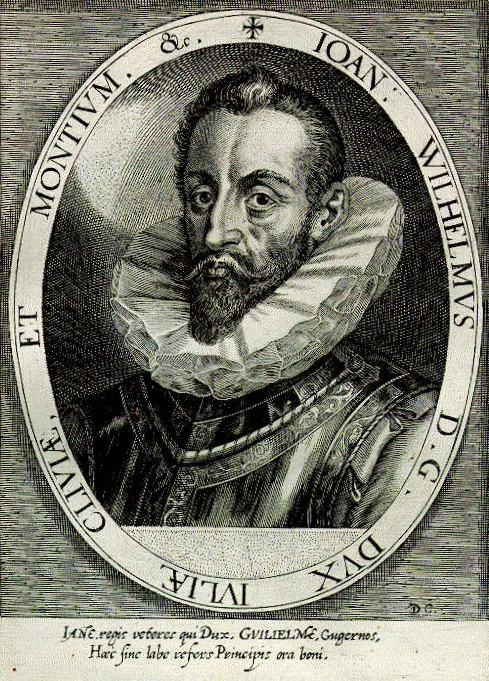
Duque John William por Dominicus Custos.

Dominicus e o humanista Marcus Henning colaboraram na produção do "Tirolensium principum comitum", um trabalho que apareceu em 1599 e mostrava 28 condes do Tirol, de Alberto IV a Rodolfo II. Custos ficou responsável pelas gravuras enquanto Henning tomava conta do texto e elogios. Hoje estes retratos estão disponíveis na Schloss Ambras, na Áustria.
Entre 1602 e 1604 ele publicou o "Atrium heroicum" em quatro partes. Tratava-se de uma coleção de 171 retratos gravados de governantes, nobres, estadistas, dignitários, celebridades, líderes militares e importantes homens de negócio do século XVI. Os enteados de Custos ajudaram no trabalho e mais tarde seus três filhos também contribuíram. Retratos de suas coleções passadas, "Fuggerorum et Fuggerarum Imagine" (1593) e "Tirolensium principum comitum Eicon" (1599) foram incluídos. A abrangente cobertura geográfica do seu trabalho é notável - muitos países Europeus e até alguns orientais são representados. O trabalho, com algumas poucas exceções, é totalmente dominado por homens. As inscrições em latim eram novamente feitas por Marcus Henning, já que Dominicus tinha pouca habilidade com a escrita.
Custos produziu também "Armamentarium Heroicum", uma coleção de 125 gravuras seguindo o estilo de desenhos do pintor Giovanni Battista Fontana. Mostrava a coleção de armas do Arquiduque Fernando de Tirol, que havia aberto um museu de armas no Palácio Ambras. As peças são acompanhadas de textos biográficos sobre os donos originais das armaduras escritos pelo secretário do arquiduque, Jacob Schrenck von Notzing.